# 布里奇沃特 (南达科他州)
布里奇沃特（英語：Bridgewater），是美国南达科他州下属的一座城市。根据2010年美国人口普查，该市有人口486人。论人口在本州排行第119。